# Caveastomella
Caveastomella' es un género de foraminífero bentónico de la familia Stilostomellidae, de la superfamilia Stilostomelloidea, del suborden Buliminina y del orden Buliminida. Su especie tipo es Nodosaria adolphina. Su rango cronoestratigráfico abarca desde el Luteciense inferior (Eoceno medio) hasta el Calabriense inferior (Pleistoceno medio).

## Discusión
Clasificaciones previas incluían Caveastomella en el suborden Rotaliina del orden Rotaliida.

## Clasificación
Caveastomella incluye a las siguientes especies:
- Caveastomella adolphina †
- Caveastomella caralpae †
- Caveastomella horridens †
- Caveastomella stephensoni †
- Caveastomella weinholzi †